# Von Post
von Post är en tysk uradlig ätt från Schaumburg i Westfalen, känd sedan 1200-talet, som inkommit till Sverige där den har adlig rang.
Den förste medlemmen av den svenska grenen var Wilhelm Mauritz von Post, som naturaliserades som svensk adel 1664. Ätten immatrikulerades 1818 på Finlands riddarhus. Den finska grenen dog ut i Finland 1855, men fortlever i Sverige.
Karl XIII lät genom en kunglig resolution 1810 adoptera (utöka) ätten. Två bröder Rangel, vars ätt härstammar från Rångedala socken i Västergötland, adopterades på den adliga ätten von Posts namn och nummer med namnet von Post. I de båda adopterade Rangelska grenarna har endast den äldsta manlige medlemmen adlig värdighet. Deras mor var Bureättling och brorsdotter till ärkebiskop Samuel Troilius. En av bröderna, Olof Jacob, var gift med Hedvig von Post, vilken förde ätten till denna gren. En dotter i det äktenskapet, Carolina von Post, var mor till Ernst och Gustaf Jakob Edelstam.
Bland huvudgrenens medlemmar uppmärksammas geologen professor Hampus von Post och dennes son författaren och botanikern Thom von Post.
Uppmärksammade personer i de adopterade grenarna är bland andra geologen professor Lennart von Post samt författaren och ambassadören Eric von Post.

## Personer med efternamnet von Post
- Carl Rangel von Post (1811–1876), militär och godsägare
- Eric von Post (1899–1990), diplomat och poet
- Georg von Post (1875–1953), jurist, rådman och borgmästare
- Gunilla von Post (1932–2011), älskarinna till John F. Kennedy
- Hampus von Post (1822–1911), agronom och geolog
- Kerstin von Post (1835–1917), konstnär
- Lennart von Post (1884–1941), kvartärgeolog
- Lovisa von Post (1799–1876), entreprenör
- Ludvig von Post (1839–1907), kapten och riksdagsman
- Olof Jakob von Post (1771–1830), major och överadjutant
- Rikard von Post (1864–1939), läkare
- Stafs von Post (1780–1845), militär
- Stafs Gustaf von Post (1825–1900), jurist och riksdagsman
- Thom von Post (1858–1912), botanist
- Vicken von Post-Börjesson (1886–1950), illustratör och skulptör
- Victor von Post (1825–1902), bruksägare och riksdagsman
- Vilhelm Mauritz von Post (1693–1762), lagman
- Wilhelm Mauritz von Post (1625–1677), militär, den svenska ättens stamfar